# Olšany u Prostějova
Olšany u Prostějova é uma comuna checa localizada na região de Olomouc, distrito de Prostějov.